# Omega Hydrae
Omega Hydrae (ω Hydrae, förkortat Omega Hya, ω Hya)  är en ensam stjärna belägen i den nordvästra delen av stjärnbilden Vattenormen. Den har en skenbar magnitud på 5,00 och är synlig för blotta ögat där ljusföroreningar ej förekommer. Baserat på parallaxmätning inom Hipparcosuppdraget på ca 3,6 mas, beräknas den befinna sig på ett avstånd på ca 900 ljusår (ca 270 parsek) från solen. 

## Egenskaper
Omega Hydrae är en orange till röd jättestjärna av spektralklass K2 II-III vilket anger att dess spektrum visar egenskaper hos såväl jättestjärna som ljusstark jättestjärna. Den befinner sig med 98 procent sannolikhet på den horisontella grenen, vilket betyder att stjärnan genererar energi genom fusion av helium i dess kärna. Den har en beräknad massa som är ca 4,3 gånger större än solens massa, en radie som är ca 48 gånger större än solens och utsänder från dess fotosfär ca 945 gånger mera energi än solen vid en effektiv temperatur av ca 4 800 K.